# Florian Ayé
Florian Ayé, né le 19 janvier 1997 à Paris, est un footballeur français qui évolue au poste d'avant-centre au Servette FC.

## Carrière
Florian Ayé passe par les équipes juniors du CS Quincy, et de l'US Moissy-Cramayel. En 2010 il intègre l'INF Clairefontaine, pour deux ans de préformation. Il évolue en parallèle au CS Brétigny avant de rejoindre l'AJ Auxerre en 2012 où il gravit les échelons des équipes de jeunes jusqu'à intégrer l'équipe réserve. Il signe son premier contrat professionnel avec l'AJ Auxerre au début de l'année 2015 mais continue à évoluer avec l'équipe réserve.
Il intègre finalement l'équipe première lors de la saison 2015-2016 et joue son premier match professionnel lors de la seconde journée de Ligue 2 en entrant en jeu contre Valenciennes. Au total, il prend part à neuf rencontres et marque son premier but professionnel en fin de saison contre le FC Sochaux-Montbéliard.
Le 7 juin 2018, il s'engage en faveur du Clermont Foot, club évoluant en Ligue 2. Il marque 18 buts en Ligue 2 et termine à la quatrième place du classement des buteurs.
Le 5 juillet 2019, il signe un contrat pour trois saisons avec Brescia (Serie A). Il n'arrive pas à s'imposer lors de la première saison (15 titularisations, 7 entrées en jeu, 1 passe décisive) en Italie. Au terme de celle-ci, le club est relégué en Serie B. À l'étage inférieur, il se révèle comme un élément incontournable de l'effectif avec 16 buts inscrits et 5 passes décisives délivrées en 37 rencontres disputées. Son équipe termine 7e de la saison régulière, lui permettant de disputer les barrages pour l'accession en Serie A mais perd dès le premier tour face à l'AS Cittadella.
Éloigné des terrains pendant quatre mois en raison d'une rupture d'un ménisque et d'une rechute avec œdème osseux et inflammation, il manque la première partie de saison 2021-2022. Le 22 septembre 2021, Brescia officialise la prolongation de son contrat jusqu'en 2024. Pour sa première titularisation de la saison, il inscrit un doublé face au Reggina 1914 (19e journée, victoire 0-2). Il n'inscrira que deux autres buts sur le reste de la saison régulière, la concluant ainsi avec 4 buts à son actif, pour 26 apparitions, dont 11 titularisations. Cinquième, Brescia participe de nouveau aux barrages pour l'accession en Serie A. Il est buteur lors du premier tour, face à l'AC Pérouse (victoire 3-2) mais ne participe pas à la double confrontation face à l'AC Monza, qui les élimine.
Le 31 juillet 2023, il signe un contrat pour trois saisons avec son ancien club, l'AJ Auxerre, évoluant en Ligue 2 BKT. En janvier 2024, il inscrit 4 buts lors des 3 rencontres de championnat ayant lieu durant le mois, trouvant le chemin des filets à deux reprises face aux Girondins de Bordeaux (20e journée, victoire 3-1), puis face à Grenoble (21e journée, 1-1) et Guingamp (22e journée, 1-1). Il est récompensé de ses performances en étant élu joueur du mois par l'UNFP.

## Statistiques
| Saison                | Club                  | Championnat           | Championnat | Championnat | Championnat | Coupe nationale | Coupe nationale | Coupe nationale | Coupe de la Ligue | Coupe de la Ligue | Coupe de la Ligue | Total | Total | Total |
| Saison                | Club                  | Division              | M.          | B.          | P.d.        | M.              | B.              | P.d.            | M.                | B.                | P.d.              | M.    | B.    | P.d.  |
| 2015-2016             | AJ Auxerre            | Ligue 2               | 8           | 1           | -           | -               | -               | -               | 1                 | 0                 | 0                 | 9     | 1     | 0     |
| 2016-2017             | AJ Auxerre            | Ligue 2               | 20          | 0           | 1           | 2               | 1               | 0               | 2                 | 0                 | 1                 | 24    | 1     | 2     |
| 2017-2018             | AJ Auxerre            | Ligue 2               | 20          | 2           | 0           | 4               | 2               | 0               | 1                 | 1                 | 0                 | 25    | 5     | 0     |
| Sous-total            | Sous-total            | Sous-total            | 48          | 3           | 1           | 6               | 3               | 0               | 4                 | 1                 | 1                 | 58    | 7     | 2     |
| 2018-2019             | Clermont Foot 63      | Ligue 2               | 38          | 18          | 4           | 3               | 1               | 1               | -                 | -                 | -                 | 41    | 19    | 5     |
| 2019-2020             | Brescia Calcio        | Serie A               | 22          | 0           | 1           | 1               | 0               | 0               | -                 | -                 | -                 | 23    | 0     | 1     |
| 2020-2021             | Brescia Calcio        | Serie B               | 38          | 16          | 5           | 1               | 1               | 0               | -                 | -                 | -                 | 39    | 17    | 5     |
| 2021-2022             | Brescia Calcio        | Serie B               | 20          | 5           | 0           | 1               | 0               | 0               | -                 | -                 | -                 | 21    | 5     | 0     |
| 2022-2023             | Brescia Calcio        | Serie B               | 39          | 8           | 2           | 1               | 1               | 0               | -                 | -                 | -                 | 40    | 9     | 2     |
| Sous-total            | Sous-total            | Sous-total            | 119         | 29          | 8           | 4               | 2               | -               | -                 | -                 | -                 | 123   | 31    | 8     |
| 2023-2024             | AJ Auxerre            | Ligue 2               | 35          | 10          | 5           | 3               | 2               | 1               | -                 | -                 | -                 | 38    | 12    | 6     |
| 2024-2025             | AJ Auxerre            | Ligue 1               | 26          | 2           | 0           | 1               | 0               | 0               | -                 | -                 | -                 | 27    | 2     | 0     |
| Sous-total            | Sous-total            | Sous-total            | 61          | 12          | 5           | 4               | 2               | 1               | -                 | -                 | -                 | 65    | 14    | 6     |
| Total sur la carrière | Total sur la carrière | Total sur la carrière | 266         | 62          | 18          | 17              | 8               | 2               | 4                 | 1                 | 1                 | 287   | 71    | 21    |

## Palmarès

### En club
- Champion de France de Ligue 2 en 2024 avec l'AJ Auxerre.
- Champion de CFA 2 en 2015 avec l'AJ Auxerre rés..

### En sélection
- Vainqueur du championnat d'Europe avec l'équipe des France des moins de 19 ans en 2016.

### Distinctions individuelles
- Élu joueur du mois de Ligue 2 en janvier 2024[9]